# Total Death
Total Death — шостий студійний альбом норвезького гурту Darkthrone, що вийшов у 1996 році.

## Про альбом
Fenriz, який в основному пише лірику для гурту, не написав для цього альбому жодної композиції. Тексти для композицій під номерами 2,3,5 і 7 написав Nocturno Culto. Для пісні, що йде під номером 1, лірику написав Garm з Ulver, для 4 — Ісан з Emperor, для 6 — Carl-Michael Eide з Ved Buens Ende, для композиції 8 — Satyr з Satyricon.
У 1996 році вийшла компіляція Crusade From the North під маркою лейбла Moonfog Productions, на цій компіляції можна знайти іншу версію композиції Ravnajuv.
У 2006 році альбом був перевиданий у США лейблом The End Records. Роком раніше лейблом Hell Slaughter Records було випущено лімітований бутлеґ-альбом у вигляді Picture Disc.

## Список композицій
| #     | Назва                                   | Тривалість |
| ----- | --------------------------------------- | ---------- |
| 1.    | «Earth’s Last Picture»                  | 05:12      |
| 2.    | «Blackwinged»                           | 04:31      |
| 3.    | «Gather For Attack On The Pearly Gates» | 04:53      |
| 4.    | «Black Victory Of Death»                | 04:00      |
| 5.    | «Majestic Desolate Eye»                 | 03:07      |
| 6.    | «Blasphemer»                            | 04:01      |
| 7.    | «Ravnajuv»                              | 04:20      |
| 8.    | «The Serpents Harvest»                  | 05:43      |
| 35:44 |                                         |            |

## Учасники запису
- Nocturno Culto — вокал, гітара, бас
- Fenriz — ударні, бас
- Satyr — бек-вокал